# Paul Quinichette
Paul Quinichette (17 mai 1916 - 25 mai 1983) était un saxophoniste de jazz connu sous le nom de Vice-Président ou Vice Prez pour l'étrange ressemblance de son style avec celui de Lester Young (surnommé le Prez) et notamment un son "voilé". Lester Young, qui avait l'habitude d'appeler tout le monde "Lady ..." (appelant par exemple Billie Holiday "Lady Day") appelait son Vice-Président "Lady Q". Paul Quinichette était aussi capable de jouer de manière plus "bourrue" lorsqu'il le souhaitait.
Paul Quinichette a joué avec Jay McShann, Louis Jordan, et Henry Red Allen avant d'être embauché par Count Basie pour remplacer Lester Young dans son orchestre. Il a aussi joué en petites formations notamment avec le Prez et John Coltrane.

## Discographie
- The Vice Pres (Emarcy 1951–52)
- Blow Your Horn (Brunswick, 1953)
- Moods (EmArcy, 1954)
- On the Sunny Side (Prestige, 1957)
- Cattin' with Coltrane and Quinichette (Prestige, 1957 [1959]) avec John Coltrane
- The Chase Is On (Bethlehem, 1957) – avec Charlie Rouse
- 1958 : Basie Reunions[1] (Prestige, 1957–58)
- Like Basie! (United Artists, 1959)
- Prevue (Famous Door, 1974)

### En tant que sideman
Avec Gene Ammons
- The Big Sound (Prestige, 1958)
- Groove Blues (Prestige, 1958)

Avec Billie Holiday
- An Evening with Billie Holiday (Clef, 1953)
- Lady Sings the Blues (Clef, 1956)

Avec Buddy Tate
- The Texas Twister (Master Jazz Records, 1975)

Avec The Prestige All Stars
- Wheelin' & Dealin' (Prestige, 1957) – avec John Coltrane et Frank Wess

Avec Sarah Vaughan
- Sarah Vaughan with Clifford Brown (EmArcy, 1954) – avec Clifford Brown

Avec Mal Waldron
- The Dealers (Prestige, 1964)

Avec Dinah Washington
- Blazing Ballads (Mercury, 1952)
- After Hours with Miss "D" (EmArcy, 1954)

Avec Webster Young
- For Lady (Prestige, 1957)

## N&R
1. ↑  « Basie Reunion, by Paul Quinichette », sur Paul Quinichette (consulté le 29 mars 2022)